# Кубок мира по хоккею с шайбой 2004
Кубок мира по хоккею с шайбой 2004 — 2-й розыгрыш Кубка мира по хоккею с шайбой, пришедшего на смену Кубку Канады.
Прошёл в Северной Америке (Монреаль, Сент-Пол, Торонто) и Европе (Стокгольм, Хельсинки, Кёльн, Прага) с 30 августа по 14 сентября 2004 года.
На первом этапе восемь национальных сборных были разбиты на две континентальные группы. Согласно занятым местам в своих группах команды встречались между собой в играх плей-офф.
Сборная Канады впервые стала обладателем кубка, победив в финальном матче сборную Финляндии со счетом 3:2.
Лучшим игроком турнира был назван канадский нападающий Венсан Лекавалье.

## Арены

### Европа
| Кёльн                           | Прага                           | Хельсинки                          | Стокгольм                        |
| Кёльн Арена Вместимость: 18 500 | Сазка Арена Вместимость: 17 360 | Хартвалл Арена Вместимость: 13 500 | Глобен-Арена Вместимость: 13 850 |
|                                 |                                 |                                    |                                  |

### Северная Америка
| Торонто                              | Монреаль                       | Сент-Пол                                |
| Эйр Канада Центр Вместимость: 18 819 | Белл Центр Вместимость: 21 273 | Эксел Энерджи Центр Вместимость: 18 064 |
|                                      |                                |                                         |

## Участники
| Европа - Германия - Россия - Словакия - Финляндия - Чехия - Швеция | Северная Америка - Канада - США |

## Результаты контрольных матчей
| Дата       | Место                | Гости     | Хозяева   | Счёт       |
| ---------- | -------------------- | --------- | --------- | ---------- |
| 22.08.2004 | Кёльн, Германия      | Россия    | Германия  | 3 : 3 (ОТ) |
| 22.08.2004 | Братислава, Словакия | Швеция    | Словакия  | 2 : 0      |
| 23.08.2004 | Прага, Чехия         | Финляндия | Чехия     | 1 : 1 (ОТ) |
| 23.08.2004 | Колумбус, США        | Канада    | США       | 1 : 3      |
| 25.08.2004 | Стокгольм, Швеция    | Финляндия | Швеция    | 1 : 2 (ОТ) |
| 25.08.2004 | Кёльн, Германия      | Чехия     | Германия  | 7 : 4      |
| 25.08.2004 | Оттава, Канада       | США       | Канада    | 1 : 3      |
| 26.08.2004 | Хельсинки, Финляндия | Германия  | Финляндия | 2 : 4      |
| 27.08.2004 | Прага, Чехия         | Швеция    | Чехия     | 3 : 5      |
| 27.08.2004 | Колумбус, США        | Россия    | США       | 0 : 2      |
| 28.08.2004 | Оттава, Канада       | Словакия  | Канада    | 2 : 2 (ОТ) |
| 29.08.2004 | Оттава, Канада       | Словакия  | Россия    | 0 : 0 (ОТ) |

## Предварительный раунд

### Северо-американская группа
| М | Команда  | И | В | П | Н | ПО | ШЗ | ШП | О |
| - | -------- | - | - | - | - | -- | -- | -- | - |
| 1 | Канада   | 3 | 3 | 0 | 0 | 0  | 10 | 3  | 6 |
| 2 | Россия   | 3 | 2 | 1 | 0 | 0  | 9  | 6  | 4 |
| 3 | США      | 3 | 1 | 2 | 0 | 0  | 5  | 6  | 2 |
| 4 | Словакия | 3 | 0 | 3 | 0 | 0  | 4  | 13 | 0 |

Начало матчей указано по местному времени (UTC−4:00)
| 31 августа 2004 19:30 | США | 1 : 2 (0:1, 1:1, 0:0) | Канада | Белл-центр, Монреаль Зрителей: 21 273 |

| Отчёт                         | Отчёт             | Отчёт | Отчёт         | Отчёт                                                                  |
| ----------------------------- | ----------------- | --- | ------------- | ---------------------------------------------------------------------- |
|                               |                   | |               |                                                                        |
|                               | Роберт Эш         | Вратари | Мартин Бродёр | Судьи: Брэд Уотсон Пол Деворски Линейные судьи: Брайан Мёрфи Тим Новак |
|                               | Голы:             | |               | Судьи: Брэд Уотсон Пол Деворски Линейные судьи: Брайан Мёрфи Тим Новак |
| Билл Герин — 30:40 (С. Гомес) | 0 : 1 0 : 2 1 : 2 | 16:01 — Мартен Сан-Луи (бол.) (Дж. Торнтон, С. Нидермайер) 23:05 — Джо Сакик (бол.) (У. Редден, М. Сан-Луи) |               | Судьи: Брэд Уотсон Пол Деворски Линейные судьи: Брайан Мёрфи Тим Новак |
|                               |                   | |               | Судьи: Брэд Уотсон Пол Деворски Линейные судьи: Брайан Мёрфи Тим Новак |
|                               |                   | |               | Судьи: Брэд Уотсон Пол Деворски Линейные судьи: Брайан Мёрфи Тим Новак |
|                               |                   | |               | Судьи: Брэд Уотсон Пол Деворски Линейные судьи: Брайан Мёрфи Тим Новак |
| 10 мин                        | Штраф             | 8 мин |               | Судьи: Брэд Уотсон Пол Деворски Линейные судьи: Брайан Мёрфи Тим Новак |
|                               |                   | |               |                                                                        |
|                               | 24                | Броски | 32            |                                                                        |

| 1 сентября 2004 19:30 | Канада | 5 : 1 (2:0, 1:0, 2:1) | Словакия | Белл-центр, Монреаль Зрителей: 21 273 |

| Отчёт | Отчёт                               | Отчёт                                             | Отчёт           | Отчёт                                                                           |
| --- | ----------------------------------- | ------------------------------------------------- | --------------- | ------------------------------------------------------------------------------- |
| |                                     |                                                   |                 |                                                                                 |
| | Мартин Бродёр                       | Вратари                                           | Растислав Станя | Судьи: Дон Ван Массенхофен Стефен Уолком Линейные судьи: Джин Морин Пьер Расико |
| | Голы:                               |                                                   |                 | Судьи: Дон Ван Массенхофен Стефен Уолком Линейные судьи: Джин Морин Пьер Расико |
| Джо Торнтон — 03:02 Райан Смит — 04:43 (А. Фут, В. Лекавалье) Симон Ганье — 24:07 (М. Сан-Луи) Мартен Сан-Луи — 40:58 (Б. Ричардс, А. Фут) Райан Смит — 47:11 (В. Лекавалье, Д. Хитли) | 1 : 0 2 : 0 3 : 0 4 : 0 4 : 1 5 : 1 | 44:53 — Мартин Цибак (Л. Бартечко, Б. Радивоевич) |                 | Судьи: Дон Ван Массенхофен Стефен Уолком Линейные судьи: Джин Морин Пьер Расико |
| |                                     |                                                   |                 | Судьи: Дон Ван Массенхофен Стефен Уолком Линейные судьи: Джин Морин Пьер Расико |
| |                                     |                                                   |                 | Судьи: Дон Ван Массенхофен Стефен Уолком Линейные судьи: Джин Морин Пьер Расико |
| |                                     |                                                   |                 | Судьи: Дон Ван Массенхофен Стефен Уолком Линейные судьи: Джин Морин Пьер Расико |
| 8 мин | Штраф                               | 12 мин                                            |                 | Судьи: Дон Ван Массенхофен Стефен Уолком Линейные судьи: Джин Морин Пьер Расико |
| |                                     |                                                   |                 |                                                                                 |
| | 35                                  | Броски                                            | 25              |                                                                                 |

| 2 сентября 2004 19:30 | Россия | 3 : 1 (0:0, 1:1, 2:0) | США | Эксел Энерджи-центр, Сент-Пол Зрителей: 18 064 |

| Отчёт | Отчёт                   | Отчёт                                              | Отчёт     | Отчёт                                                                  |
| --- | ----------------------- | -------------------------------------------------- | --------- | ---------------------------------------------------------------------- |
| |                         |                                                    |           |                                                                        |
| | Илья Брызгалов          | Вратари                                            | Роберт Эш | Судьи: Брэд Уотсон Пол Деворски Линейные судьи: Брайан Мёрфи Тим Новак |
| | Голы:                   |                                                    |           | Судьи: Брэд Уотсон Пол Деворски Линейные судьи: Брайан Мёрфи Тим Новак |
| Дайнюс Зубрус — 32:20 (О. Кваша, А. Яшин) Алексей Ковалёв — 45:05 (А. Хаванов) Виктор Козлов — 58:02 (С. Самсонов) | 1 : 0 1 : 1 2 : 1 3 : 1 | 33:44 — Кит Ткачук (бол.) (М. Модано, Б. Рафалски) |           | Судьи: Брэд Уотсон Пол Деворски Линейные судьи: Брайан Мёрфи Тим Новак |
| |                         |                                                    |           | Судьи: Брэд Уотсон Пол Деворски Линейные судьи: Брайан Мёрфи Тим Новак |
| |                         |                                                    |           | Судьи: Брэд Уотсон Пол Деворски Линейные судьи: Брайан Мёрфи Тим Новак |
| |                         |                                                    |           | Судьи: Брэд Уотсон Пол Деворски Линейные судьи: Брайан Мёрфи Тим Новак |
| 12 мин | Штраф                   | 8 мин                                              |           | Судьи: Брэд Уотсон Пол Деворски Линейные судьи: Брайан Мёрфи Тим Новак |
| |                         |                                                    |           |                                                                        |
| | 45                      | Броски                                             | 21        |                                                                        |

| 3 сентября 2004 19:00 | Словакия | 1 : 3 (1:2, 0:0, 0:1) | США | Эксел Энерджи-центр, Сент-Пол Зрителей: 17 104 |

| Отчёт                                              | Отчёт                 | Отчёт | Отчёт        | Отчёт                                                                           |
| -------------------------------------------------- | --------------------- | --- | ------------ | ------------------------------------------------------------------------------- |
|                                                    |                       | |              |                                                                                 |
|                                                    | Ян Лашак              | Вратари | Рик Дипьетро | Судьи: Дон Ван Массенхофен Стефен Уолком Линейные судьи: Джин Морин Пьер Расико |
|                                                    | Голы:                 | |              | Судьи: Дон Ван Массенхофен Стефен Уолком Линейные судьи: Джин Морин Пьер Расико |
| Ладислав Надь (бол.) — 11:14 (П. Демитра, З. Хара) | 0 : 1 : 1 1 : 2 1 : 3 | 03:09 — Брайан Смолински (бол.) (Б. Лич, Т. Амонте) 13:27 — Джейсон Блейк (К. Челиос, С. Гомес) 56:17 — Билл Герин (М. Модано) |              | Судьи: Дон Ван Массенхофен Стефен Уолком Линейные судьи: Джин Морин Пьер Расико |
|                                                    |                       | |              | Судьи: Дон Ван Массенхофен Стефен Уолком Линейные судьи: Джин Морин Пьер Расико |
|                                                    |                       | |              | Судьи: Дон Ван Массенхофен Стефен Уолком Линейные судьи: Джин Морин Пьер Расико |
|                                                    |                       | |              | Судьи: Дон Ван Массенхофен Стефен Уолком Линейные судьи: Джин Морин Пьер Расико |
| 6 мин                                              | Штраф                 | 6 мин |              | Судьи: Дон Ван Массенхофен Стефен Уолком Линейные судьи: Джин Морин Пьер Расико |
|                                                    |                       | |              |                                                                                 |
|                                                    | 17                    | Броски | 39           |                                                                                 |

| 4 сентября 2004 19:30 | Россия | 1 : 3 (0:0, 0:2, 1:1) | Канада | Эйр Канада-центр, Торонто Зрителей: 19 226 |

| Отчёт                                 | Отчёт                   | Отчёт | Отчёт         | Отчёт                                                                  |
| ------------------------------------- | ----------------------- | --- | ------------- | ---------------------------------------------------------------------- |
|                                       |                         | |               |                                                                        |
|                                       | Максим Соколов          | Вратари | Мартин Бродёр | Судьи: Брэд Уотсон Пол Деворски Линейные судьи: Брайан Мёрфи Тим Новак |
|                                       | Голы:                   | |               | Судьи: Брэд Уотсон Пол Деворски Линейные судьи: Брайан Мёрфи Тим Новак |
| Сергей Гончар — 52:46 (М. Афиногенов) | 0 : 1 0 : 2 0 : 3 1 : 3 | 23:40 — Брэд Ричардс (мен.) (С. Ганье, С. Хэннан) 25:17 — Крис Дрэйпер (Ш. Доан, В. Лекавалье) 45:43 — Джо Сакик (М. Лемьё) |               | Судьи: Брэд Уотсон Пол Деворски Линейные судьи: Брайан Мёрфи Тим Новак |
|                                       |                         | |               | Судьи: Брэд Уотсон Пол Деворски Линейные судьи: Брайан Мёрфи Тим Новак |
|                                       |                         | |               | Судьи: Брэд Уотсон Пол Деворски Линейные судьи: Брайан Мёрфи Тим Новак |
|                                       |                         | |               | Судьи: Брэд Уотсон Пол Деворски Линейные судьи: Брайан Мёрфи Тим Новак |
| 8 мин                                 | Штраф                   | 8 мин |               | Судьи: Брэд Уотсон Пол Деворски Линейные судьи: Брайан Мёрфи Тим Новак |
|                                       |                         | |               |                                                                        |
|                                       | 28                      | Броски | 28            |                                                                        |

| 5 сентября 2004 19:30 | Словакия | 2 : 5 (1:1, 0:2, 1:2) | Россия | Эйр Канада-центр, Торонто Зрителей: 18 115 |

| Отчёт                                                             | Отчёт                                   | Отчёт | Отчёт          | Отчёт                                                                           |
| ----------------------------------------------------------------- | --------------------------------------- | --- | -------------- | ------------------------------------------------------------------------------- |
|                                                                   |                                         | |                |                                                                                 |
|                                                                   | Ян Лашак                                | Вратари | Илья Брызгалов | Судьи: Дон Ван Массенхофен Стефен Уолком Линейные судьи: Джин Морин Пьер Расико |
|                                                                   | Голы:                                   | |                | Судьи: Дон Ван Массенхофен Стефен Уолком Линейные судьи: Джин Морин Пьер Расико |
| Мариан Госса — 12:27 (П. Демитра, З. Хара) Мариан Габорик — 45:47 | 0 : 1 : 1 1 : 2 1 : 3 1 : 4 2 : 4 2 : 5 | 08:10 — Павел Дацюк (А. Марков, А. Фролов) 32:01 — Алексей Ковалёв 35:47 — Сергей Самсонов Д. Зубрус, С. Гончар) 40:59 — Алексей Яшин (мен.) (А. Фролов) 47:10 — Александр Овечкин (Д. Афанасенков) |                | Судьи: Дон Ван Массенхофен Стефен Уолком Линейные судьи: Джин Морин Пьер Расико |
|                                                                   |                                         | |                | Судьи: Дон Ван Массенхофен Стефен Уолком Линейные судьи: Джин Морин Пьер Расико |
|                                                                   |                                         | |                | Судьи: Дон Ван Массенхофен Стефен Уолком Линейные судьи: Джин Морин Пьер Расико |
|                                                                   |                                         | |                | Судьи: Дон Ван Массенхофен Стефен Уолком Линейные судьи: Джин Морин Пьер Расико |
| 6 мин                                                             | Штраф                                   | 4 мин |                | Судьи: Дон Ван Массенхофен Стефен Уолком Линейные судьи: Джин Морин Пьер Расико |
|                                                                   |                                         | |                |                                                                                 |
|                                                                   | 27                                      | Броски | 15             |                                                                                 |

### Европейская группа
| М | Команда   | И | В | П | Н | ПО | ШЗ | ШП | О |
| - | --------- | - | - | - | - | -- | -- | -- | - |
| 1 | Финляндия | 3 | 2 | 0 | 1 | 0  | 11 | 4  | 5 |
| 2 | Швеция    | 3 | 2 | 0 | 1 | 0  | 13 | 9  | 5 |
| 3 | Чехия     | 3 | 1 | 2 | 0 | 0  | 10 | 10 | 2 |
| 4 | Германия  | 3 | 0 | 3 | 0 | 0  | 4  | 15 | 0 |

Начало матчей указано по Североамериканскому восточному времени (UTC−4:00)
| 30 августа 2004 13:00 | Чехия | 0 : 4 (0:1, 0:0, 0:3) | Финляндия | Хартвалл Арена, Хельсинки Зрителей: 11 407 |

| Отчёт  | Отчёт                   | Отчёт | Отчёт            | Отчёт                                                                          |
| ------ | ----------------------- | --- | ---------------- | ------------------------------------------------------------------------------ |
|        |                         | |                  |                                                                                |
|        | Томаш Вокоун            | Вратари | Миикка Кипрусофф | Судьи: Дон Кохарски Марк Жоаннетт Линейные судьи: Брэд Лазарович Грег Деворски |
|        | Голы:                   | |                  | Судьи: Дон Кохарски Марк Жоаннетт Линейные судьи: Брэд Лазарович Грег Деворски |
|        | 0 : 1 0 : 2 0 : 3 0 : 4 | 06:33 — Юкка Хентунен (Н. Капанен) 40:30 — Саку Койву (Й. Лехтинен) 44:56 — Нико Капанен (бол.) (С. Сало, В. Пелтонен) 51:09 — Микко Элоранта (К. Тимонен, М. Койву) |                  | Судьи: Дон Кохарски Марк Жоаннетт Линейные судьи: Брэд Лазарович Грег Деворски |
|        |                         | |                  | Судьи: Дон Кохарски Марк Жоаннетт Линейные судьи: Брэд Лазарович Грег Деворски |
|        |                         | |                  | Судьи: Дон Кохарски Марк Жоаннетт Линейные судьи: Брэд Лазарович Грег Деворски |
|        |                         | |                  | Судьи: Дон Кохарски Марк Жоаннетт Линейные судьи: Брэд Лазарович Грег Деворски |
| 12 мин | Штраф                   | 2 мин |                  | Судьи: Дон Кохарски Марк Жоаннетт Линейные судьи: Брэд Лазарович Грег Деворски |
|        |                         | |                  |                                                                                |
|        | 12                      | Броски | 34               |                                                                                |

| 31 августа 2004 13:00 | Германия | 2 : 5 (1:1, 1:4, 0:0) | Швеция | Глобен Арена, Стокгольм Зрителей: 12 252 |

| Отчёт                                                               | Отчёт                                   | Отчёт | Отчёт      | Отчёт                                                                    |
| ------------------------------------------------------------------- | --------------------------------------- | --- | ---------- | ------------------------------------------------------------------------ |
|                                                                     |                                         | |            |                                                                          |
|                                                                     | Олаф Кёльциг                            | Вратари | Томми Сало | Судьи: Дэн Марелли Кевин Поллок Линейные судьи: Брэд Ковачик Дерек Амелл |
|                                                                     | Голы:                                   | |            | Судьи: Дэн Марелли Кевин Поллок Линейные судьи: Брэд Ковачик Дерек Амелл |
| Марко Штурм (мен.) — 17:57 Даниэль Крёйцер (мен.) — 33:00 (Т. Боос) | 0 : 1 : 1 1 : 2 1 : 3 1 : 4 2 : 4 2 : 5 | 16:44 — Томас Хольмстрём (бол.) (М. Нэслунд, П. Форсберг) 21:59 — Матс Сундин 27:26 — Ким Юнссон (бол.) (Д. Альфредссон, Ф. Модин) 31:51 — Маркус Нильсон (М. Сундин, Т. Хольмстрём) 36:25 — Фредрик Модин (К. Юнссон) |            | Судьи: Дэн Марелли Кевин Поллок Линейные судьи: Брэд Ковачик Дерек Амелл |
|                                                                     |                                         | |            | Судьи: Дэн Марелли Кевин Поллок Линейные судьи: Брэд Ковачик Дерек Амелл |
|                                                                     |                                         | |            | Судьи: Дэн Марелли Кевин Поллок Линейные судьи: Брэд Ковачик Дерек Амелл |
|                                                                     |                                         | |            | Судьи: Дэн Марелли Кевин Поллок Линейные судьи: Брэд Ковачик Дерек Амелл |
| 14 мин                                                              | Штраф                                   | 8 мин |            | Судьи: Дэн Марелли Кевин Поллок Линейные судьи: Брэд Ковачик Дерек Амелл |
|                                                                     |                                         | |            |                                                                          |
|                                                                     | 19                                      | Броски | 42         |                                                                          |

| 1 сентября 2004 13:00 | Чехия | 3 : 4 (0:1, 0:3, 3:0) | Швеция | Глобен Арена, Стокгольм Зрителей: 13 850 |

| Отчёт                                                                                          | Отчёт                                     | Отчёт | Отчёт             | Отчёт                                                                    |
| ---------------------------------------------------------------------------------------------- | ----------------------------------------- | --- | ----------------- | ------------------------------------------------------------------------ |
|                                                                                                |                                           | |                   |                                                                          |
|                                                                                                | Томаш Вокоун                              | Вратари | Микаэль Теллквист | Судьи: Дэн Марелли Кевин Поллок Линейные судьи: Брэд Ковачик Дерек Амелл |
|                                                                                                | Голы:                                     | |                   | Судьи: Дэн Марелли Кевин Поллок Линейные судьи: Брэд Ковачик Дерек Амелл |
| Мартин Ручинский — 43:12 (М. Гавлат) Марек Жидлицкий — 45:16 Патрик Элиаш — 54:45 (Р. Гамрлик) | 0 : 1 0 : 2 0 : 3 0 : 4 1 : 4 2 : 4 3 : 4 | 11:49 — Фредрик Модин (М. Сундин) 22:58 — Петер Форсберг (бол.) (Т. Хольмстрём, М. Нэслунд) 24:28 — Маттиас Олунд (бол.) (Д. Альфредссон, Ф. Модин) 30:10 — Хенрик Зеттерберг (бол.) (К. Юнссон) |                   | Судьи: Дэн Марелли Кевин Поллок Линейные судьи: Брэд Ковачик Дерек Амелл |
|                                                                                                |                                           | |                   | Судьи: Дэн Марелли Кевин Поллок Линейные судьи: Брэд Ковачик Дерек Амелл |
|                                                                                                |                                           | |                   | Судьи: Дэн Марелли Кевин Поллок Линейные судьи: Брэд Ковачик Дерек Амелл |
|                                                                                                |                                           | |                   | Судьи: Дэн Марелли Кевин Поллок Линейные судьи: Брэд Ковачик Дерек Амелл |
| 24 мин                                                                                         | Штраф                                     | 16 мин |                   | Судьи: Дэн Марелли Кевин Поллок Линейные судьи: Брэд Ковачик Дерек Амелл |
|                                                                                                |                                           | |                   |                                                                          |
|                                                                                                | 40                                        | Броски | 20                |                                                                          |

| 2 сентября 2004 13:30 | Финляндия | 3 : 0 (1:0, 1:0, 1:0) | Германия | Кёльн Арена, Кёльн Зрителей: 12 975 |

| Отчёт | Отчёт             | Отчёт   | Отчёт        | Отчёт                                                                          |
| --- | ----------------- | ------- | ------------ | ------------------------------------------------------------------------------ |
| |                   |         |              |                                                                                |
| | Миикка Кипрусофф  | Вратари | Олаф Кёльциг | Судьи: Дон Кохарски Марк Жоаннетт Линейные судьи: Брэд Лазарович Грег Деворски |
| | Голы:             |         |              | Судьи: Дон Кохарски Марк Жоаннетт Линейные судьи: Брэд Лазарович Грег Деворски |
| Киммо Тимонен (бол.) — 10:47 (Й. Лехтинен, Т. Селянне) Теему Селянне (бол.) (К. Тимонен, С. Койву) Йере Лехтинен — 55:38 (К. Тимонен) | 1 : 0 2 : 0 3 : 0 |         |              | Судьи: Дон Кохарски Марк Жоаннетт Линейные судьи: Брэд Лазарович Грег Деворски |
| |                   |         |              | Судьи: Дон Кохарски Марк Жоаннетт Линейные судьи: Брэд Лазарович Грег Деворски |
| |                   |         |              | Судьи: Дон Кохарски Марк Жоаннетт Линейные судьи: Брэд Лазарович Грег Деворски |
| |                   |         |              | Судьи: Дон Кохарски Марк Жоаннетт Линейные судьи: Брэд Лазарович Грег Деворски |
| 14 мин | Штраф             | 8 мин   |              | Судьи: Дон Кохарски Марк Жоаннетт Линейные судьи: Брэд Лазарович Грег Деворски |
| |                   |         |              |                                                                                |
| | 19                | Броски  | 42           |                                                                                |

| 3 сентября 2004 13:30 | Германия | 2 : 7 (0:0, 0:5, 2:2) | Чехия | Сазка Арена, Прага Зрителей: 11 944 |

| Отчёт                                                            | Отчёт                                                 | Отчёт | Отчёт        | Отчёт                                                                          |
| ---------------------------------------------------------------- | ----------------------------------------------------- | --- | ------------ | ------------------------------------------------------------------------------ |
|                                                                  |                                                       | |              |                                                                                |
|                                                                  | Роберт Мюллер                                         | Вратари | Томаш Вокоун | Судьи: Дон Кохарски Марк Жоаннетт Линейные судьи: Брэд Лазарович Грег Деворски |
|                                                                  | Голы:                                                 | |              | Судьи: Дон Кохарски Марк Жоаннетт Линейные судьи: Брэд Лазарович Грег Деворски |
| Тино Боос — 43:55 (Э. Левандовский) Йохен Хехт — 57:19 (Р. Лиск) | 0 : 1 0 : 2 0 : 3 0 : 4 0 : 5 1 : 5 1 : 6 2 : 6 2 : 7 | 22:56 — Марек Жидлицкий (бол.) (М. Страка, В. Проспал) 24:27 — Иржи Шлегр (И. Допита, П. Сикора) 25:52 — Яромир Ягр (В. Проспал) 30:50 — Милан Гейдук (бол.) (П. Элиаш) 35:48 — Патрик Элиаш (М. Гавлат) 50:59 — Мартин Гавлат (Т. Власак, Р. Гамрлик) 58:36 — Вацлав Проспал (Я. Ягр) |              | Судьи: Дон Кохарски Марк Жоаннетт Линейные судьи: Брэд Лазарович Грег Деворски |
|                                                                  |                                                       | |              | Судьи: Дон Кохарски Марк Жоаннетт Линейные судьи: Брэд Лазарович Грег Деворски |
|                                                                  |                                                       | |              | Судьи: Дон Кохарски Марк Жоаннетт Линейные судьи: Брэд Лазарович Грег Деворски |
|                                                                  |                                                       | |              | Судьи: Дон Кохарски Марк Жоаннетт Линейные судьи: Брэд Лазарович Грег Деворски |
| 8 мин                                                            | Штраф                                                 | 10 мин |              | Судьи: Дон Кохарски Марк Жоаннетт Линейные судьи: Брэд Лазарович Грег Деворски |
|                                                                  |                                                       | |              |                                                                                |
|                                                                  | 56                                                    | Броски | 30           |                                                                                |

| 4 сентября 2004 13:30 | Швеция | 4 : 4 (ОТ) (3:3, 0:1, 1:0, 0:0) | Финляндия | Хартвалл Арена, Хельсинки Зрителей: 12 948 |

| Отчёт | Отчёт                                         | Отчёт | Отчёт            | Отчёт                                                                    |
| --- | --------------------------------------------- | --- | ---------------- | ------------------------------------------------------------------------ |
| |                                               | |                  |                                                                          |
| | Микаэль Теллквист                             | Вратари | Миикка Кипрусофф | Судьи: Дэн Марелли Кевин Поллок Линейные судьи: Брэд Ковачик Дерек Амелл |
| | Голы:                                         | |                  | Судьи: Дэн Марелли Кевин Поллок Линейные судьи: Брэд Ковачик Дерек Амелл |
| Фредрик Модин (бол.) — 12:27 Никлас Лидстрём — 17:24 (Д. Альфредссон, М. Сундин) Фредрик Модин — 19:17 (К. Юнссон) Томас Хольмстрём — 59:15 (П. Форсберг, Ф. Модин) | 0 : 1 0 : 2 1 : 2 1 : 3 2 : 3 3 : 3 3 : 4 : 4 | 01:39 — Вилле Пелтонен (Т. Рууту, О. Вяанянен) 04:34 — Осси Вяанянен (бол.) (Т. Людман, Ю. Хентунен) 12:46 — Саку Койву (Й. Лехтинен, Т. Селянне) 20:38 — Олли Йокинен (Т. Рууту, В. Пелтонен) |                  | Судьи: Дэн Марелли Кевин Поллок Линейные судьи: Брэд Ковачик Дерек Амелл |
| |                                               | |                  | Судьи: Дэн Марелли Кевин Поллок Линейные судьи: Брэд Ковачик Дерек Амелл |
| |                                               | |                  | Судьи: Дэн Марелли Кевин Поллок Линейные судьи: Брэд Ковачик Дерек Амелл |
| |                                               | |                  | Судьи: Дэн Марелли Кевин Поллок Линейные судьи: Брэд Ковачик Дерек Амелл |
| 10 мин | Штраф                                         | 16 мин |                  | Судьи: Дэн Марелли Кевин Поллок Линейные судьи: Брэд Ковачик Дерек Амелл |
| |                                               | |                  |                                                                          |
| | 30                                            | Броски | 25               |                                                                          |

## Плей-офф
|  | Четвертьфиналы | Четвертьфиналы | Четвертьфиналы | Четвертьфиналы | Четвертьфиналы | Четвертьфиналы | Четвертьфиналы | Четвертьфиналы | Четвертьфиналы | Четвертьфиналы |        |           | Полуфиналы | Полуфиналы | Полуфиналы | Полуфиналы | Полуфиналы | Полуфиналы | Полуфиналы | Полуфиналы | Полуфиналы | Полуфиналы |    |           | Финал     | Финал     | Финал     | Финал     | Финал     | Финал     | Финал     | Финал | Финал | Финал |
|  |                |                |                |                |                |                |                |                |                |                |        |           |            |            |            |            |            |            |            |            |            |            |    |           |           |           |           |           |           |           |           |       |       |       |
|  | E1             | Финляндия      | Финляндия      | Финляндия      | Финляндия      | Финляндия      | Финляндия      | Финляндия      | Финляндия      | 2              |        |           |            |            |            |            |            |            |            |            |            |            |    |           |           |           |           |           |           |           |           |       |       |       |
|  | E1             | Финляндия      | Финляндия      | Финляндия      | Финляндия      | Финляндия      | Финляндия      | Финляндия      | Финляндия      | 2              |        |           |            |            |            |            |            |            |            |            |            |            |    |           |           |           |           |           |           |           |           |       |       |       |
|  | E4             | Германия       | Германия       | Германия       | Германия       | Германия       | Германия       | Германия       | Германия       | 1              |        |           |            |            |            |            |            |            |            |            |            |            |    |           |           |           |           |           |           |           |           |       |       |       |
|  | E4             | Германия       | Германия       | Германия       | Германия       | Германия       | Германия       | Германия       | Германия       | 1              | E1     | Финляндия | Финляндия  | Финляндия  | Финляндия  | Финляндия  | Финляндия  | Финляндия  | Финляндия  | 2          |            |            |    |           |           |           |           |           |           |           |           |       |       |       |
|  |                |                |                |                |                |                |                |                |                |                | E1     | Финляндия | Финляндия  | Финляндия  | Финляндия  | Финляндия  | Финляндия  | Финляндия  | Финляндия  | 2          |            |            |    |           |           |           |           |           |           |           |           |       |       |       |
|  |                |                | NA3            | США            | США            | США            | США            | США            | США            | США            | США    | 1         |            |            |            |            |            |            |            |            |            |            |    |           |           |           |           |           |           |           |           |       |       |       |
|  | NA3            | США            | США            | США            | США            | США            | США            | США            | США            | США            | США    | 1         | 5          |            |            |            |            |            |            |            |            |            |    |           |           |           |           |           |           |           |           |       |       |       |
|  | NA3            | США            | США            | США            | США            | США            | США            | США            | США            |                |        |           | 5          |            |            |            |            |            |            |            |            |            |    |           |           |           |           |           |           |           |           |       |       |       |
|  | NA2            | Россия         | Россия         | Россия         | Россия         | Россия         | Россия         | Россия         | Россия         | 3              |        |           |            |            |            |            |            |            |            |            |            |            |    |           |           |           |           |           |           |           |           |       |       |       |
|  | NA2            | Россия         | Россия         | Россия         | Россия         | Россия         | Россия         | Россия         | Россия         | 3              |        |           |            |            |            |            |            |            |            |            |            |            | E1 | Финляндия | Финляндия | Финляндия | Финляндия | Финляндия | Финляндия | Финляндия | Финляндия | 2     |       |       |
|  |                |                |                |                |                |                |                |                |                |                |        |           |            |            |            |            |            |            |            |            |            |            | E1 | Финляндия | Финляндия | Финляндия | Финляндия | Финляндия | Финляндия | Финляндия | Финляндия | 2     |       |       |
|  |                |                | NA1            | Канада         | Канада         | Канада         | Канада         | Канада         | Канада         | Канада         | Канада | 3         |            |            |            |            |            |            |            |            |            |            |    |           |           |           |           |           |           |           |           |       |       |       |
|  | NA1            | Канада         | Канада         | Канада         | Канада         | Канада         | Канада         | Канада         | Канада         | Канада         | Канада | 3         | 5          |            |            |            |            |            |            |            |            |            |    |           |           |           |           |           |           |           |           |       |       |       |
|  | NA1            | Канада         | Канада         | Канада         | Канада         | Канада         | Канада         | Канада         | Канада         |                |        |           | 5          |            |            |            |            |            |            |            |            |            |    |           |           |           |           |           |           |           |           |       |       |       |
|  | NA4            | Словакия       | Словакия       | Словакия       | Словакия       | Словакия       | Словакия       | Словакия       | Словакия       | 0              |        |           |            |            |            |            |            |            |            |            |            |            |    |           |           |           |           |           |           |           |           |       |       |       |
|  | NA4            | Словакия       | Словакия       | Словакия       | Словакия       | Словакия       | Словакия       | Словакия       | Словакия       | 0              | NA1    | Канада    | Канада     | Канада     | Канада     | Канада     | Канада     | Канада     | Канада     | 4*         |            |            |    |           |           |           |           |           |           |           |           |       |       |       |
|  |                |                |                |                |                |                |                |                |                |                | NA1    | Канада    | Канада     | Канада     | Канада     | Канада     | Канада     | Канада     | Канада     | 4*         |            |            |    |           |           |           |           |           |           |           |           |       |       |       |
|  |                |                | E3             | Чехия          | Чехия          | Чехия          | Чехия          | Чехия          | Чехия          | Чехия          | Чехия  | 3         |            |            |            |            |            |            |            |            |            |            |    |           |           |           |           |           |           |           |           |       |       |       |
|  | E3             | Чехия          | Чехия          | Чехия          | Чехия          | Чехия          | Чехия          | Чехия          | Чехия          | Чехия          | Чехия  | 3         | 6          |            |            |            |            |            |            |            |            |            |    |           |           |           |           |           |           |           |           |       |       |       |
|  | E3             | Чехия          | Чехия          | Чехия          | Чехия          | Чехия          | Чехия          | Чехия          | Чехия          |                |        |           | 6          |            |            |            |            |            |            |            |            |            |    |           |           |           |           |           |           |           |           |       |       |       |
|  | E2             | Швеция         | Швеция         | Швеция         | Швеция         | Швеция         | Швеция         | Швеция         | Швеция         | 1              |        |           |            |            |            |            |            |            |            |            |            |            |    |           |           |           |           |           |           |           |           |       |       |       |
|  | E2             | Швеция         | Швеция         | Швеция         | Швеция         | Швеция         | Швеция         | Швеция         | Швеция         | 1              |        |           |            |            |            |            |            |            |            |            |            |            |    |           |           |           |           |           |           |           |           |       |       |       |
|  |                |                |                |                |                |                |                |                |                |                |        |           |            |            |            |            |            |            |            |            |            |            |    |           |           |           |           |           |           |           |           |       |       |       |

* — овертайм

### Четвертьфинал
| 6 сентября 2004 13:00 | Германия | 1 : 2 (0:0, 0:1, 1:1) | Финляндия | Хартвалл Арена, Хельсинки Зрителей: 8650 |

| Отчёт                                    | Отчёт           | Отчёт                                                                                                 | Отчёт            | Отчёт                                                                    |
| ---------------------------------------- | --------------- | --- | ---------------- | ------------------------------------------------------------------------ |
|                                          |                 | |                  |                                                                          |
|                                          | Олаф Кёльциг    | Вратари                                                                                               | Миикка Кипрусофф | Судьи: Дэн Марелли Кевин Поллок Линейные судьи: Брэд Ковачик Дерек Амелл |
|                                          | Голы:           | |                  | Судьи: Дэн Марелли Кевин Поллок Линейные судьи: Брэд Ковачик Дерек Амелл |
| Марко Штурм — 53:58 (С. Гоч, Д. Крёйцер) | 0 : 1 : 1 1 : 2 | 30:50 — Никлас Хагман (бол.) (Н. Капанен, К. Тимонен) 56:38 — Микко Элоранта (К. Тимонен, О. Йокинен) |                  | Судьи: Дэн Марелли Кевин Поллок Линейные судьи: Брэд Ковачик Дерек Амелл |
|                                          |                 | |                  | Судьи: Дэн Марелли Кевин Поллок Линейные судьи: Брэд Ковачик Дерек Амелл |
|                                          |                 | |                  | Судьи: Дэн Марелли Кевин Поллок Линейные судьи: Брэд Ковачик Дерек Амелл |
|                                          |                 | |                  | Судьи: Дэн Марелли Кевин Поллок Линейные судьи: Брэд Ковачик Дерек Амелл |
| 8 мин                                    | Штраф           | 4 мин                                                                                                 |                  | Судьи: Дэн Марелли Кевин Поллок Линейные судьи: Брэд Ковачик Дерек Амелл |
|                                          |                 | |                  |                                                                          |
|                                          | 28              | Броски                                                                                                | 24               |                                                                          |

| 7 сентября 2004 13:00 | Чехия | 6 : 1 (2:0, 1:0, 3:1) | Швеция | Глобен Арена, Стокгольм Зрителей: 11 957 |

| Отчёт | Отчёт                                     | Отчёт                                                     | Отчёт             | Отчёт                                                                          |
| --- | ----------------------------------------- | --------------------------------------------------------- | ----------------- | ------------------------------------------------------------------------------ |
| |                                           |                                                           |                   |                                                                                |
| | Томаш Вокоун                              | Вратари                                                   | Микаэль Теллквист | Судьи: Дон Кохарски Марк Жоаннетт Линейные судьи: Брэд Лазарович Грег Деворски |
| | Голы:                                     |                                                           |                   | Судьи: Дон Кохарски Марк Жоаннетт Линейные судьи: Брэд Лазарович Грег Деворски |
| Мартин Страка — 06:15 (В. Проспал) Мартин Гавлат — 13:30 (П. Элиаш) Марек Жидлицкий — 36:08 (М. Страка) Радек Дворжак (мен.) — 48:17 (П. Чаянек) Милан Гейдук — 54:37 (М. Жидлицкий) Милан Гейдук — 58:15 (П. Чаянек) | 1 : 0 2 : 0 3 : 0 4 : 0 5 : 0 5 : 1 6 : 1 | 56:29 — Томас Хольмстрём (бол.) (М. Нэслунд, П. Форсберг) |                   | Судьи: Дон Кохарски Марк Жоаннетт Линейные судьи: Брэд Лазарович Грег Деворски |
| |                                           |                                                           |                   | Судьи: Дон Кохарски Марк Жоаннетт Линейные судьи: Брэд Лазарович Грег Деворски |
| |                                           |                                                           |                   | Судьи: Дон Кохарски Марк Жоаннетт Линейные судьи: Брэд Лазарович Грег Деворски |
| |                                           |                                                           |                   | Судьи: Дон Кохарски Марк Жоаннетт Линейные судьи: Брэд Лазарович Грег Деворски |
| 14 мин | Штраф                                     | 8 мин                                                     |                   | Судьи: Дон Кохарски Марк Жоаннетт Линейные судьи: Брэд Лазарович Грег Деворски |
| |                                           |                                                           |                   |                                                                                |
| | 32                                        | Броски                                                    | 18                |                                                                                |

| 7 сентября 2004 19:00 | США | 5 : 3 (1:0, 1:1, 3:2) | Россия | Эксел Энерджи-центр, Сент-Пол Зрителей: 17 218 |

| Отчёт | Отчёт                                           | Отчёт | Отчёт          | Отчёт                                                                  |
| --- | ----------------------------------------------- | --- | -------------- | ---------------------------------------------------------------------- |
| |                                                 | |                |                                                                        |
| | Роберт Эш                                       | Вратари | Илья Брызгалов | Судьи: Брэд Уотсон Пол Деворски Линейные судьи: Брайан Мёрфи Тим Новак |
| | Голы:                                           | |                | Судьи: Брэд Уотсон Пол Деворски Линейные судьи: Брайан Мёрфи Тим Новак |
| Кит Ткачук — 11:20 (М. Модано, Б. Рафалски) Кит Ткачук — 21:56 (Б. Герин, М. Модано) Скотт Гомес — 44:25 (К. Ткачук) Кит Ткачук — 44:47 (Б. Герин, М. Модано) Кит Ткачук (п.в.) — 59:05 (М. Модано, Б. Рафалски) | 1 : 0 2 : 0 2 : 1 2 : 2 3 : 2 4 : 2 4 : 3 5 : 3 | 27:14 — Дмитрий Афанасенков (А. Чубаров, С. Гончар) 40:36 — Дайнюс Зубрус (А. Яшин, Д. Каспарайтис) 51:04 — Илья Ковальчук (бол.) (С. Самсонов, А. Ковалёв) |                | Судьи: Брэд Уотсон Пол Деворски Линейные судьи: Брайан Мёрфи Тим Новак |
| |                                                 | |                | Судьи: Брэд Уотсон Пол Деворски Линейные судьи: Брайан Мёрфи Тим Новак |
| |                                                 | |                | Судьи: Брэд Уотсон Пол Деворски Линейные судьи: Брайан Мёрфи Тим Новак |
| |                                                 | |                | Судьи: Брэд Уотсон Пол Деворски Линейные судьи: Брайан Мёрфи Тим Новак |
| 10 мин | Штраф                                           | 6 мин |                | Судьи: Брэд Уотсон Пол Деворски Линейные судьи: Брайан Мёрфи Тим Новак |
| |                                                 | |                |                                                                        |
| | 21                                              | Броски | 21             |                                                                        |

| 8 сентября 2004 19:00 | Словакия | 0 : 5 (0:0, 0:4, 0:1) | Канада | Эйр Канада-центр, Торонто Зрителей: 21 273 |

| Отчёт | Отчёт                         | Отчёт | Отчёт         | Отчёт                                                                           |
| ----- | ----------------------------- | --- | ------------- | ------------------------------------------------------------------------------- |
|       |                               | |               |                                                                                 |
|       | Ян Лашак                      | Вратари | Мартин Бродёр | Судьи: Дон Ван Массенхофен Стефен Уолком Линейные судьи: Джин Морин Пьер Расико |
|       | Голы:                         | |               | Судьи: Дон Ван Массенхофен Стефен Уолком Линейные судьи: Джин Морин Пьер Расико |
|       | 0 : 1 0 : 2 0 : 3 0 : 4 0 : 5 | 22:28 — Венсан Лекавалье (бол.) (Б. Ричардс, Э. Брюэр) 25:26 — Джером Игинла (Дж. Сакик, Э. Брюэр) 31:29 — Райан Смит (В. Лекавалье, Д. Хитли) 31:48 — Джо Сакик (Дж. Игинла, М. Лемьё) 47:49 — Джером Игинла (М. Лемьё, Дж. Сакик) |               | Судьи: Дон Ван Массенхофен Стефен Уолком Линейные судьи: Джин Морин Пьер Расико |
|       |                               | |               | Судьи: Дон Ван Массенхофен Стефен Уолком Линейные судьи: Джин Морин Пьер Расико |
|       |                               | |               | Судьи: Дон Ван Массенхофен Стефен Уолком Линейные судьи: Джин Морин Пьер Расико |
|       |                               | |               | Судьи: Дон Ван Массенхофен Стефен Уолком Линейные судьи: Джин Морин Пьер Расико |
| 6 мин | Штраф                         | 6 мин |               | Судьи: Дон Ван Массенхофен Стефен Уолком Линейные судьи: Джин Морин Пьер Расико |
|       |                               | |               |                                                                                 |
|       | 23                            | Броски | 26            |                                                                                 |

### Полуфинал
| 10 сентября 2004 19:00 | США | 1 : 2 (0:0, 1:0, 0:2) | Финляндия | Эксел Энерджи-центр, Сент-Пол Зрителей: 18 064 |

| Отчёт                                         | Отчёт           | Отчёт                                                                           | Отчёт            | Отчёт                                                                          |
| --------------------------------------------- | --------------- | ------------------------------------------------------------------------------- | ---------------- | ------------------------------------------------------------------------------ |
|                                               |                 |                                                                                 |                  |                                                                                |
|                                               | Роберт Эш       | Вратари                                                                         | Миикка Кипрусофф | Судьи: Дон Кохарски Марк Жоаннетт Линейные судьи: Брэд Лазарович Грег Деворски |
|                                               | Голы:           |                                                                                 |                  | Судьи: Дон Кохарски Марк Жоаннетт Линейные судьи: Брэд Лазарович Грег Деворски |
| Дуг Уэйт (бол.) — 32:57 (С. Гомес, П. Мартин) | 1 : 0 1 : 1 : 2 | 45:04 — Олли Йокинен (Т. Нумминен) 56:06 — Саку Койву (О. Вяанянен, Т. Селянне) |                  | Судьи: Дон Кохарски Марк Жоаннетт Линейные судьи: Брэд Лазарович Грег Деворски |
|                                               |                 |                                                                                 |                  | Судьи: Дон Кохарски Марк Жоаннетт Линейные судьи: Брэд Лазарович Грег Деворски |
|                                               |                 |                                                                                 |                  | Судьи: Дон Кохарски Марк Жоаннетт Линейные судьи: Брэд Лазарович Грег Деворски |
|                                               |                 |                                                                                 |                  | Судьи: Дон Кохарски Марк Жоаннетт Линейные судьи: Брэд Лазарович Грег Деворски |
| 6 мин                                         | Штраф           | 6 мин                                                                           |                  | Судьи: Дон Кохарски Марк Жоаннетт Линейные судьи: Брэд Лазарович Грег Деворски |
|                                               |                 |                                                                                 |                  |                                                                                |
|                                               | 17              | Броски                                                                          | 12               |                                                                                |

| 8 сентября 2004 19:00 | Чехия | 3 : 4 (ОТ) (0:0, 1:2, 2:1, 0:1) | Канада | Эйр Канада-центр, Торонто Зрителей: 19 273 |

| Отчёт | Отчёт                                   | Отчёт | Отчёт          | Отчёт                                                                    |
| --- | --------------------------------------- | --- | -------------- | ------------------------------------------------------------------------ |
| |                                         | |                |                                                                          |
| | Томаш Вокоун                            | Вратари | Роберто Луонго | Судьи: Пол Деворски Стефен Уолком Линейные судьи: Джин Морин Пьер Расико |
| | Голы:                                   | |                | Судьи: Пол Деворски Стефен Уолком Линейные судьи: Джин Морин Пьер Расико |
| Петр Чаянек — 35:07 (М. Гейдук, М. Ручинский) Мартин Гавлат (бол.) — 47:21 (Т. Каберле, М. Гейдук) Патрик Элиаш — 53:53 (М. Гавлат) | 0 : 1 0 : 2 1 : 2 2 : 2 2 : 3 : 3 3 : 4 | 31:15 — Эрик Брюэр (К. Дрэйпер, Дж. Торнтон) 34:25 — Марио Лемьё (бол.) (В. Лекавалье, Б. Ричардс) 53:47 — Крис Дрэйпер (Дж. Торнтон) 63:45 — Венсан Лекавалье (Р. Смит) |                | Судьи: Пол Деворски Стефен Уолком Линейные судьи: Джин Морин Пьер Расико |
| |                                         | |                | Судьи: Пол Деворски Стефен Уолком Линейные судьи: Джин Морин Пьер Расико |
| |                                         | |                | Судьи: Пол Деворски Стефен Уолком Линейные судьи: Джин Морин Пьер Расико |
| |                                         | |                | Судьи: Пол Деворски Стефен Уолком Линейные судьи: Джин Морин Пьер Расико |
| 2 мин | Штраф                                   | 2 мин |                | Судьи: Пол Деворски Стефен Уолком Линейные судьи: Джин Морин Пьер Расико |
| |                                         | |                |                                                                          |
| | 40                                      | Броски | 24             |                                                                          |

### Финал
| 14 сентября 2004 19:00 | Финляндия | 2 : 3 (1:1, 1:1, 0:1) | Канада | Эйр Канада-центр, Торонто Зрителей: 19 370 |

| Отчёт                                                                     | Отчёт                     | Отчёт | Отчёт         | Отчёт                                                                          |
| ------------------------------------------------------------------------- | ------------------------- | --- | ------------- | ------------------------------------------------------------------------------ |
|                                                                           |                           | |               |                                                                                |
|                                                                           | Миикка Кипрусофф          | Вратари | Мартин Бродёр | Судьи: Пол Деворски Стефен Уолком Линейные судьи: Брэд Лазарович Грег Деворски |
|                                                                           | Голы:                     | |               | Судьи: Пол Деворски Стефен Уолком Линейные судьи: Брэд Лазарович Грег Деворски |
| Рику Халь — 06:34 (Т. Людман, А.-П. Берг) Туомо Рууту — 39:00 (Т. Людман) | 0 : 1 : 1 1 : 2 : 2 2 : 3 | 00:52 — Джо Сакик (М. Лемьё, Э. Брюэр) 23:15 — Скотт Нидермайер (К. Дрэйпер, Дж. Торнтон) 40:34 — Шейн Доан (Дж. Торнтон, А. Фут) |               | Судьи: Пол Деворски Стефен Уолком Линейные судьи: Брэд Лазарович Грег Деворски |
|                                                                           |                           | |               | Судьи: Пол Деворски Стефен Уолком Линейные судьи: Брэд Лазарович Грег Деворски |
|                                                                           |                           | |               | Судьи: Пол Деворски Стефен Уолком Линейные судьи: Брэд Лазарович Грег Деворски |
|                                                                           |                           | |               | Судьи: Пол Деворски Стефен Уолком Линейные судьи: Брэд Лазарович Грег Деворски |
| 2 мин                                                                     | Штраф                     | 2 мин |               | Судьи: Пол Деворски Стефен Уолком Линейные судьи: Брэд Лазарович Грег Деворски |
|                                                                           |                           | |               |                                                                                |
|                                                                           | 29                        | Броски | 33            |                                                                                |

## Статистика

### Положение команд
| 1 | Канада    |
| 2 | Финляндия |
| 3 | Чехия     |
| 4 | США       |
| 5 | Швеция    |
| 6 | Россия    |
| 7 | Словакия  |
| 8 | Германия  |

| Обладатель Кубка мира 2004 |
| Канада Первый титул        |

### Полевые игроки
| Игрок               | И | Г | П | О | Штр |
| ------------------- | - | - | - | - | --- |
| Фредрик Модин       | 4 | 4 | 4 | 8 | 2   |
| Венсан Лекавалье    | 6 | 2 | 5 | 7 | 8   |
| Кит Ткачук          | 5 | 5 | 1 | 6 | 23  |
| Мартин Гавлат       | 5 | 3 | 3 | 6 | 2   |
| Киммо Тимонен       | 6 | 1 | 5 | 6 | 2   |
| Майк Модано         | 5 | 0 | 6 | 6 | 0   |
| Даниэль Альфредссон | 4 | 0 | 6 | 6 | 2   |
| Джо Сакик           | 6 | 3 | 3 | 6 | 2   |
| Милан Гейдук        | 5 | 3 | 2 | 5 | 2   |
| Патрик Элиаш        | 5 | 3 | 2 | 5 | 10  |

### Вратари
| Игрок            | Мин | ПШ | КН   | %ОБ  |
| ---------------- | --- | -- | ---- | ---- |
| Мартин Бродёр    | 300 | 5  | 1.00 | 96.1 |
| Рик Дипьетро     | 60  | 1  | 1.00 | 94.1 |
| Миикка Кипрусофф | 365 | 9  | 1.50 | 93.9 |
| Томми Сало       | 60  | 2  | 2.00 | 89.5 |
| Илья Брызгалов   | 180 | 7  | 2.34 | 89.7 |

### Индивидуальные награды
Самый ценный игрок (MVP):
- Венсан Лекавалье

Символическая сборная
- Вратарь:  Мартин Бродёр
- Защитники:  Адам Фут —  Киммо Тимонен
- Нападающие:  Венсан Лекавалье —  Саку Койву —  Фредрик Модин

### Состав команды-победителя
| Чемпион: |
| Сборная КанадыРоб Блейк Жозе Теодор Мартин Бродёр Эрик Брюер Шейн Доан Крис Дрэйпер Симон Ганье Дэни Хитли Адам Фут Джером Игинла Венсан Лекавалье Роберто Луонго Эд Жовановски Марио Лемьё Кирк Молтби Патрик Марло Бренден Морроу Скотт Нидермайер Крис Пронгер Уэйд Редден Робин Регир Джо Сакик Брэд Ричардс Райан Смит Мартен Сан-Луи Джо Торнтон Тренер — Пэт Куинн |